# Приход (административно-территориальная единица)
Приход (административный или гражданский приход) — административно-территориальная единица в некоторых странах, аналогичная общине, коммуне или волости. Возникает обычно на основе деления на церковные приходы вследствие разделения церковных и административных нужд.
В других языках соответствует таким терминам, как англ. parish, порт. freguesia, кат. parròquia, исп. parroquia, фр. paroisse. При этом часто в русском языке эти термины, дабы избежать путаницы с церковным приходом, передаются близкими словами: община, волость; или более описательно: округ, район; или, наоборот, буквальной транскрипцией: фрегезия, парокия.

## Приходы вРоссийской империи
Со времён Киевской Руси в ряде северных регионов (Новгородское, Псковское, Тверское княжества и др.) существовали погосты, в которых имелись церковные и зачастую административные властные органы. Со временем, как и на остальной территории Руси, административная власть на низовом уровне перешла к собственникам земли и административное деление перестало быть связанным с церковным.
Церковные приходы с петровских времён до 1917 года, помимо собственно религиозных функций, имели обязанности регистрации актов гражданского состояния, соответствующих религиозным обрядам (рождения/крещения, венчания, смерти/отпевания).
Государственные функции на местах в XVIII — первой половине XIX веков осуществляли власти уездов, которые могли подразделяться на участки. На землях Дворцового и Экономического ведомств были сформированы волости (не соответствовавшие, как правило, позднейшим волостям).
После крестьянской реформы 1861 года на всех сельских территориях были образованы низовые административные единицы — волости. Как правило, в волость входили территории от одного до нескольких церковных приходов. При этом их границы могли не совпадать, то есть деревни одного прихода могли входить в разные волости.

## Другие страны

### Английская традиция
- Великобритания:
  - Общины Англии
  - Округа Уэльса
  - 10 приходов Гернси (англ. parish(es))
  - 12 приходов Джерси (англ. parish(es))
  - 17 приходов Острова Мэн (англ. parish(es)) — 3-й уровень

- Общины Ирландии (административные приходы; англ. Civil parishes in Ireland)

- Вест-Индия и Бермуды (везде 1-й уровень):
  - 6 приходов/районов Антигуа и Барбуды (англ. parishes)
  - 11 приходов/районов Барбадоса (англ. parishes)
  - 9 приходов Бермудских островов (англ. parishes), редко округа
  - 6 приходов (районов/округов) Гренады (англ. parishes)
  - 10 приходов (районов/округов) Доминики (англ. parishes)
  - 3 прихода (районов/округов) Монтсеррата (англ. parishes)
  - 6 приходов (районов/округов) Сент-Винсента и Гренадин (англ. parishe(s))
  - 14 приходов (районов/округов) Сент-Китса и Невиса (англ. parishe(s))
  - 11 приходов (районов/округов) Сент-Люсии (англ. quartier(s))
  - 14 округов/приходов Ямайки (англ. parishes)

- Приходы Канады — используются в двух провинциях в немного разных смыслах:
  - приходы Квебека (фр. Municipalité de paroisse /англ. Parish municipality) — один из типов сельских муниципальных единиц (4-й уровень);
  - приходы Нью-Брансуика — невключённые территории на муниципальном уровне (3-й уровень).
- США: термин parish в используется в штате Луизиана вместо county (округ) других штатов.
- Приходы Уганды (англ. parishes) — 3-й уровень.
- Приходы Австралии (около 15 тысяч) — кадастровые единицы, используемые в Новом Южном Уэльсе, Квинсленде, Виктории и Тасмании; не имеют административного значения (см. англ. cadastral divisions of Australia).

### Иберо-романская традиция
Деление на приходы (парокии и фрегезии) сохраняется в некоторых странах и регионах Пиренейского полуострова и их бывших колониях. Соответствующие слова часто переводятся на русский как «община».
- 7 общин Андорры (приходы; кат. parròquia / parròquies) — 1-й уровень административного деления
- Общины Венесуэлы (приходы; исп. parroquias) — 3-й уровень административного деления
- 1000+ общин Эквадора (приходы; исп. parroquias) — 3-й уровень административного деления

- Гражданские приходы Испании (parroquies / parroquias) имеют лишь историческое и географическое значение. Они есть в Галисии (около 4000) и в Астурии и исторически аналогичны фрегезиям в Португалии.

- 4261 община Португалии (фрегезии, приходы; порт. freguesias) — 3-й уровень административного деления
- 32 общины Кабо-Верде (приходы; порт. freguesias) — 2-й уровень административного деления
- 8 общин Макао (приходы; порт. freguesias) — 2-й уровень административного деления (если считать само Макао — первым уровнем)

### Прибалтика
В Латвии и Эстонии низшие административные единицы (названия которых заимствованы из русского языка) по смыслу близки приходам, и например, на английский переводятся как «parish».
- Волости Латвии (латыш. pagasts; от рус. погост) — административные единицы 2-го уровня.
- Муниципалитеты Эстонии (эст. vald) — сельские административные единицы 2-го уровня.